# Михайловка (Рославльское сельское поселение)
Михайловка — деревня в Рославльском районе Смоленской области России. Входит в состав Рославлького сельского поселения. Население — 5 жителей (2007 год). 
Расположена в южной части области в 13 км к северо-западу от Рославля, в 5 км восточнее автодороги А141 Орёл — Витебск, на берегу реки Крапивня. В 5 км западнее деревни расположена железнодорожная станция Крапивенская на линии Смоленск — Рославль.

## История
В годы Великой Отечественной войны деревня была оккупирована гитлеровскими войсками в августе 1941 года, освобождена в сентябре 1943 года.